# Ulica Zacisze w Krakowie
Ulica Zacisze – ulica w Krakowie, w dzielnicy I Stare Miasto, na Kleparzu. Biegnie południkowo, łącząc ulice Basztową (na południu) i Kurniki (na północy).
Ulica istnieje co najmniej od XV wieku. Wzmiankowana była na początku wieku XVI jako „ulica Wąska” (Platea Stricta), prowadząca na tyłach zabudowań usytuowanych we wschodniej pierzei ówczesnego rynku kleparskiego.

## Zabudowa
Parcelę między ulicą Zacisze, Basztową i placem Matejki do początku lat 20. XX wieku zajmowała obszerna kamienica czynszowa, której zachodnie skrzydło od lat 60. XIX wieku mieściło Hotel Lwowski, po przebudowie w 1879 „Centralny”. W 1911 roku właściciel hotelu, Karol Hallenburg Haller ogłosił za pośrednictwem Koła Architektów konkurs na projekt budynku Palace Hotel Bristol. Planów tych nie zrealizowano z uwagi na wybuch I wojny światowej. 
Wschodnie skrzydło kamienicy, od ulicy Zacisze zajmowały mieszkania czynszowe. Jedno z nich, znajdujące się na drugim piętrze budynku zamieszkiwali Kazimierz i Joanna Stankiewiczowie, wujostwo Stanisława Wyspiańskiego. Właśnie tutaj u nich zamieszkał Stanisław po śmierci matki. Z okien mieszkania malował pejzaże, m.in. z widokiem na Barbakan oraz Teatr Miejski. Tutaj też pisał swoje dzieła literackie. W latach 1921–1925 na parceli tej wzniesiono monumentalny gmach Gmach Narodowego Banku Polskiego, projektu Kazimierza Wyczyńskiego i Teodora Hoffmanna.
Współczesną zabudowę ulicy w większości stanowią kamienice czynszowe o fasadach w stylu historyzmu wzniesione w latach 1880–1910.
- ul. Zacisze 1–3 (ul. Basztowa 22) – Gmach Urzędu Wojewódzkiego. Projektował Alfred Broniewski, 1898–1900.
- ul. Zacisze 2 (ul. Basztowa 20, pl. Matejki 1–1a) – Gmach Narodowego Banku Polskiego.
- ul. Zacisze 4 – Kamienica. Wzniesiona ok. 1880. Nadbudowana w 2016[5].
- ul. Zacisze 5–7 – Zabytkowa kamienica, obecnie część Urzędu Wojewódzkiego. Wzniesiona po 1883.
- ul. Zacisze 6 – Zabytkowa kamienica. Wzniesiona w latach 1895–1897.
- ul. Zacisze 8 – Kamienica. Wzniesiona w roku 1882.
- ul. Zacisze 10 – Zabytkowa kamienica. Projektował Wiktor Miarczyński, 1881.
- ul. Zacisze 12 – Kamienica. Projektował Jan Orłowski, 1908–1909.
- ul. Zacisze 14 – Kamienica. Projektował Jan Orłowski, 1908–1910.
- ul. Zacisze 16 – Kamienica. Projektował Jan Orłowski, 1908–1910.
- ul. Zacisze 18 (ul. Kurniki 3) – Kamienica Jana Zimlera. Projektowali Jan Sas-Zubrzycki i Józef Donheiser, 1892–1893.

## Galeria

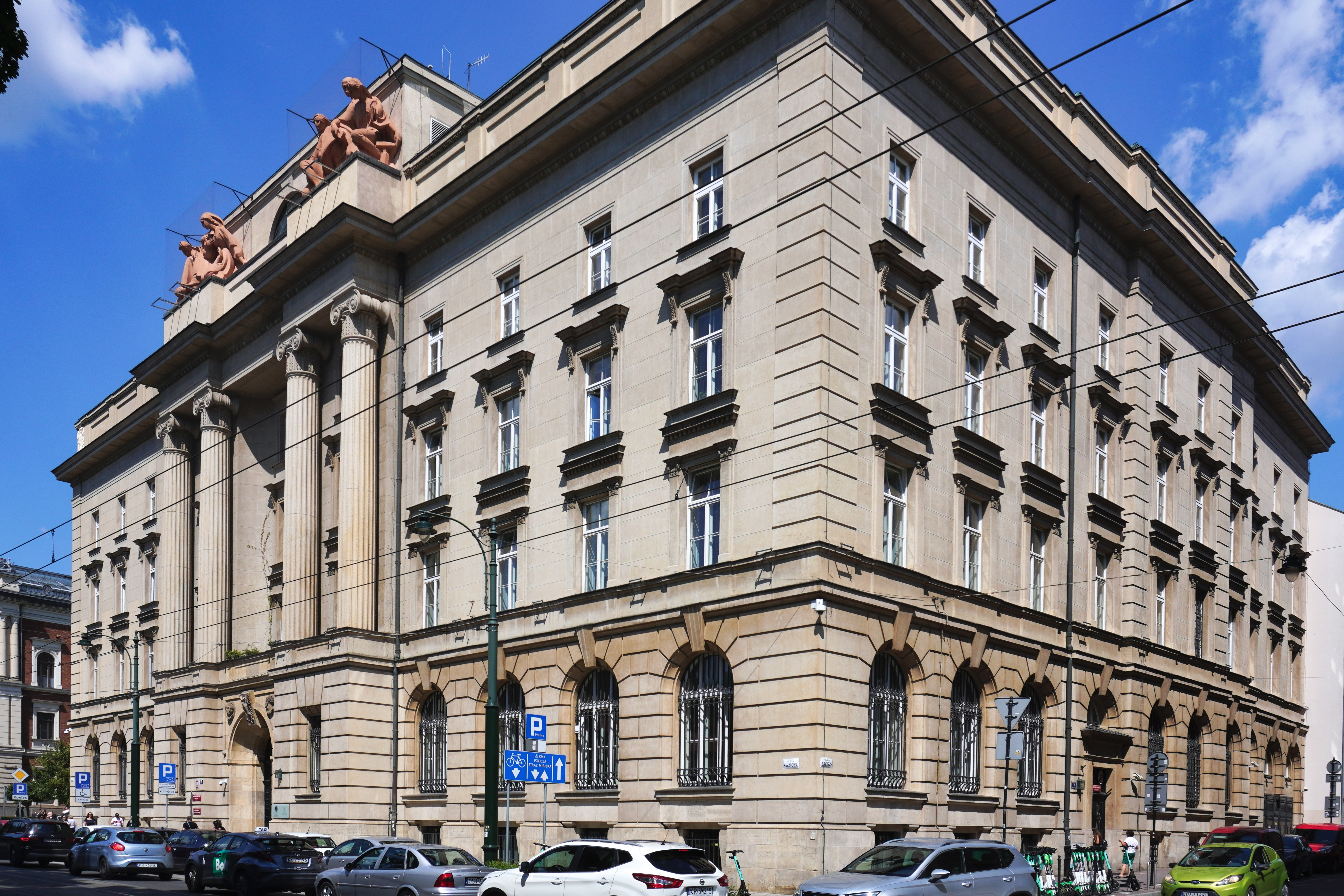
ul. Zacisze 2 (ul. Basztowa 20, pl. Matejki 1–1a) Gmach Narodowego Banku Polskiego (proj. Kazimierz Wyczyński i Teodor Hoffmann, 1921–1925)
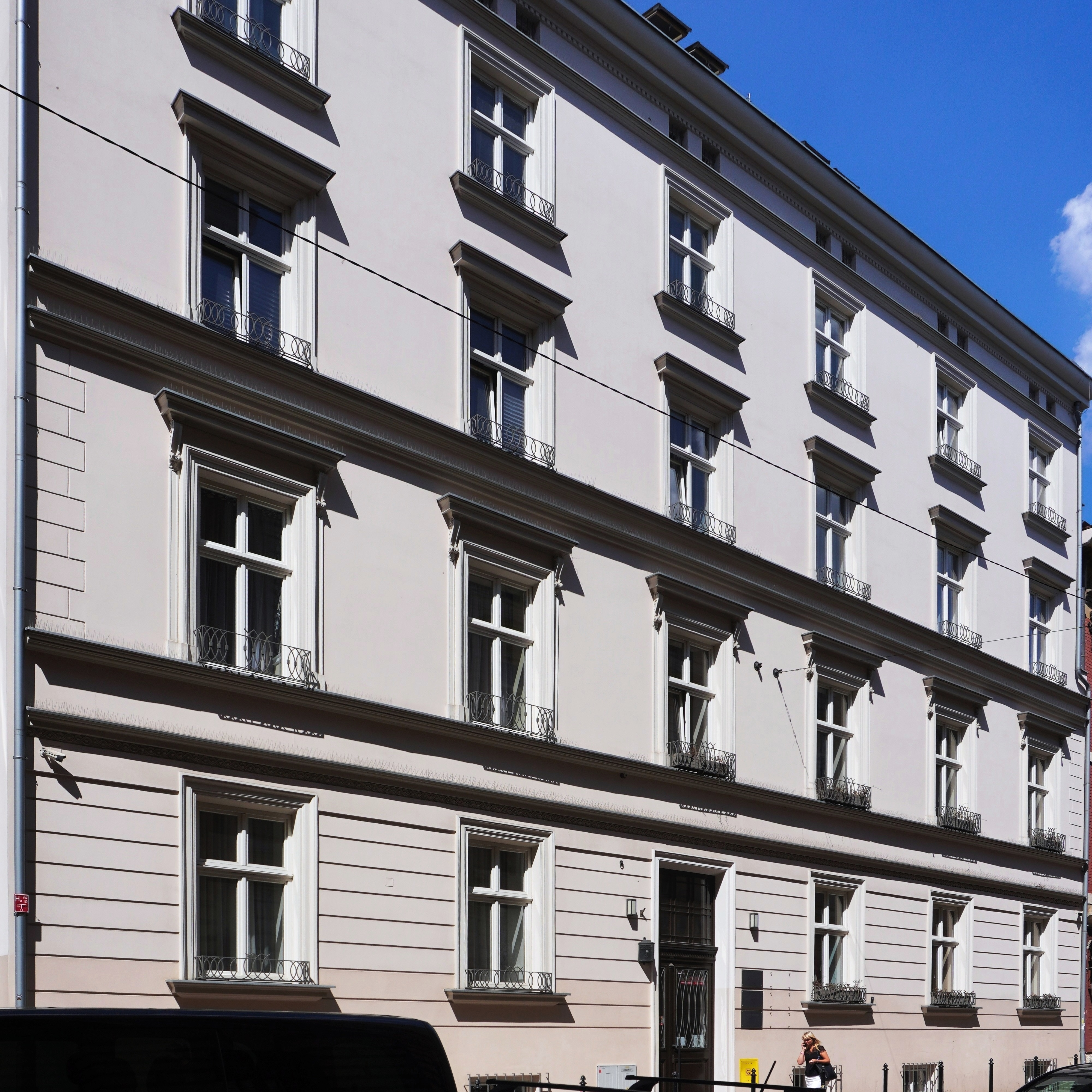
ul. Zacisze 4 Kamienica (ok. 1880)
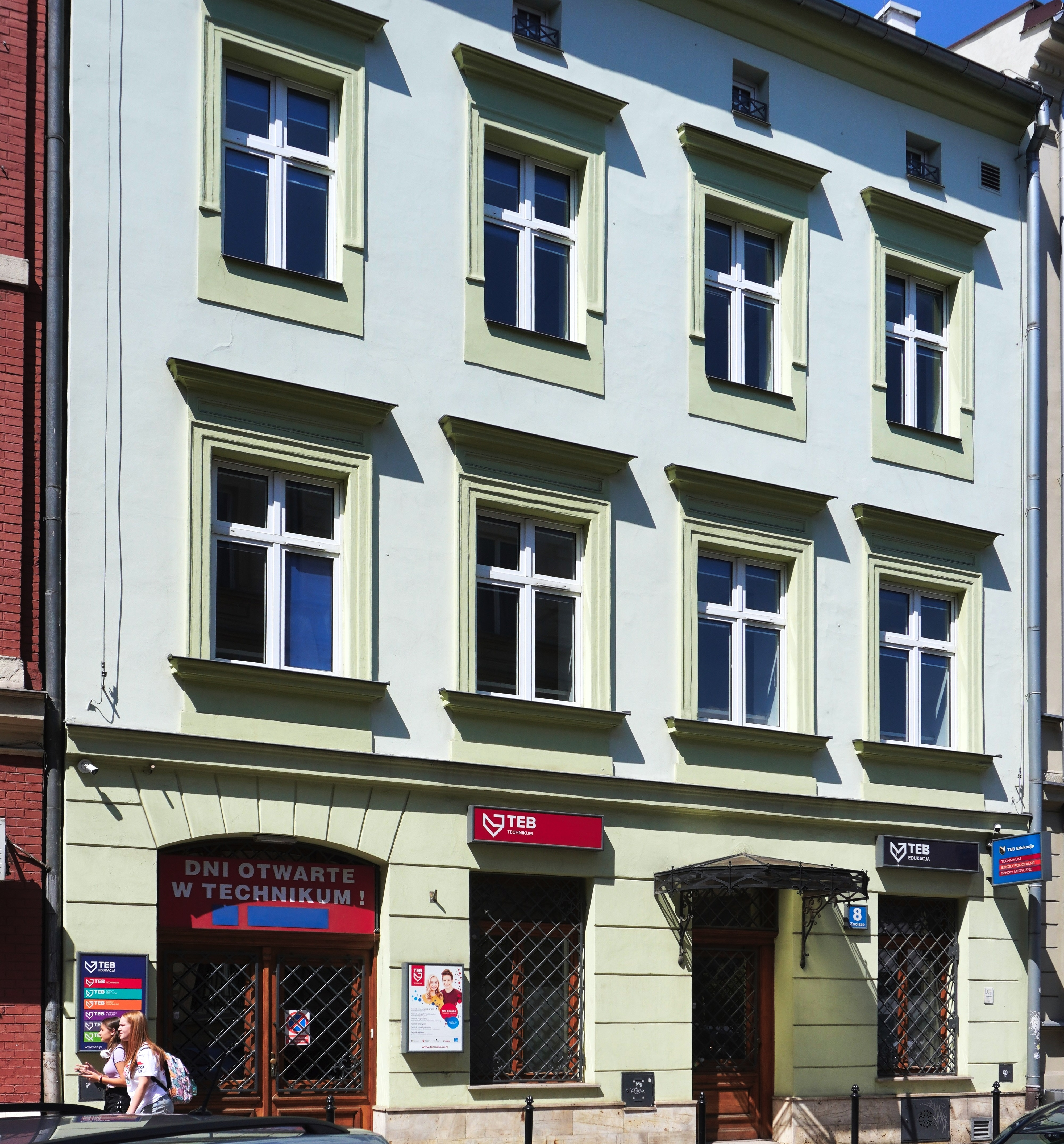
ul. Zacisze 8 Kamienica (1882)
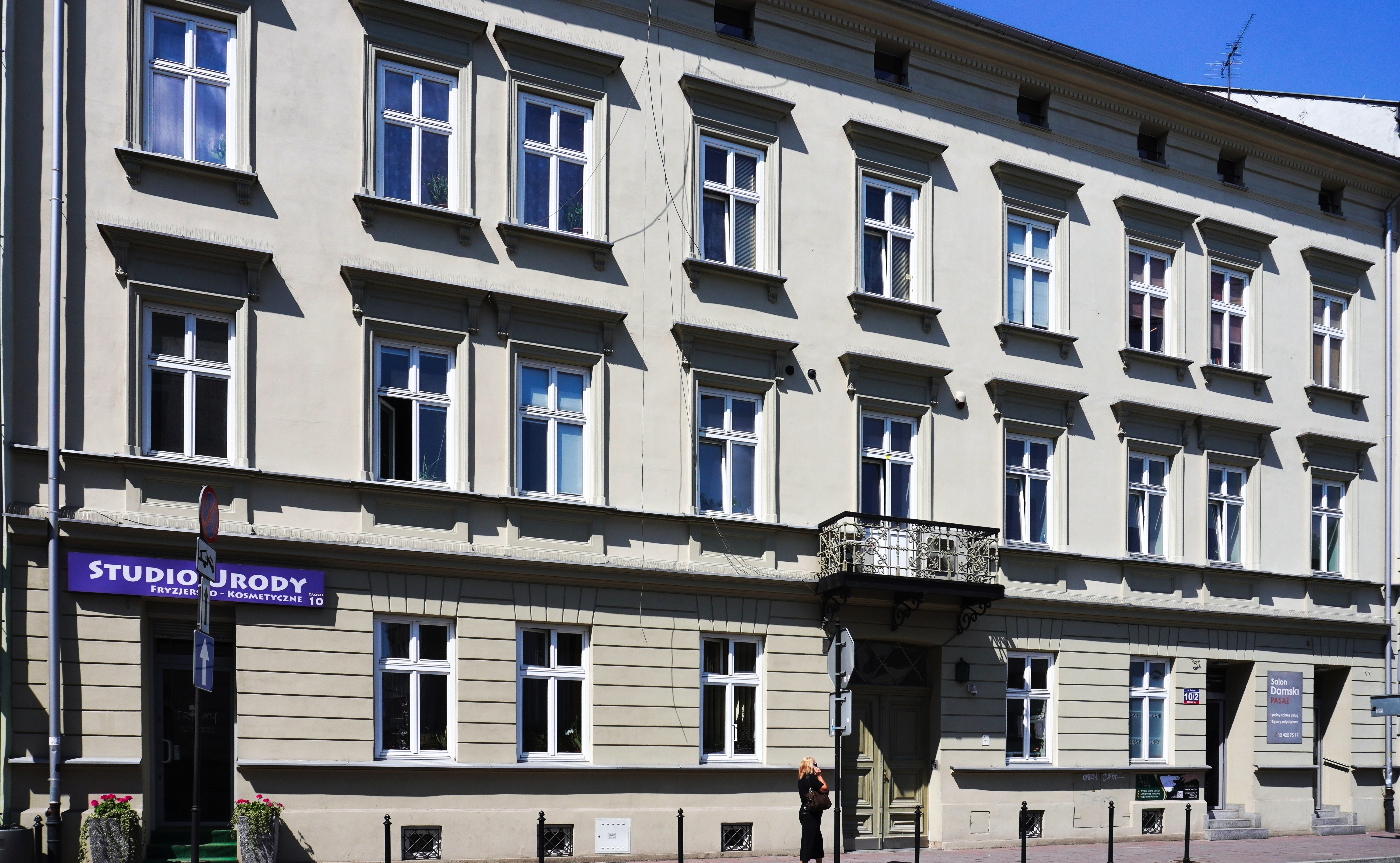
ul. Zacisze 10 Zabytkowa kamienica (proj. Wiktor Miarczyński, 1881)
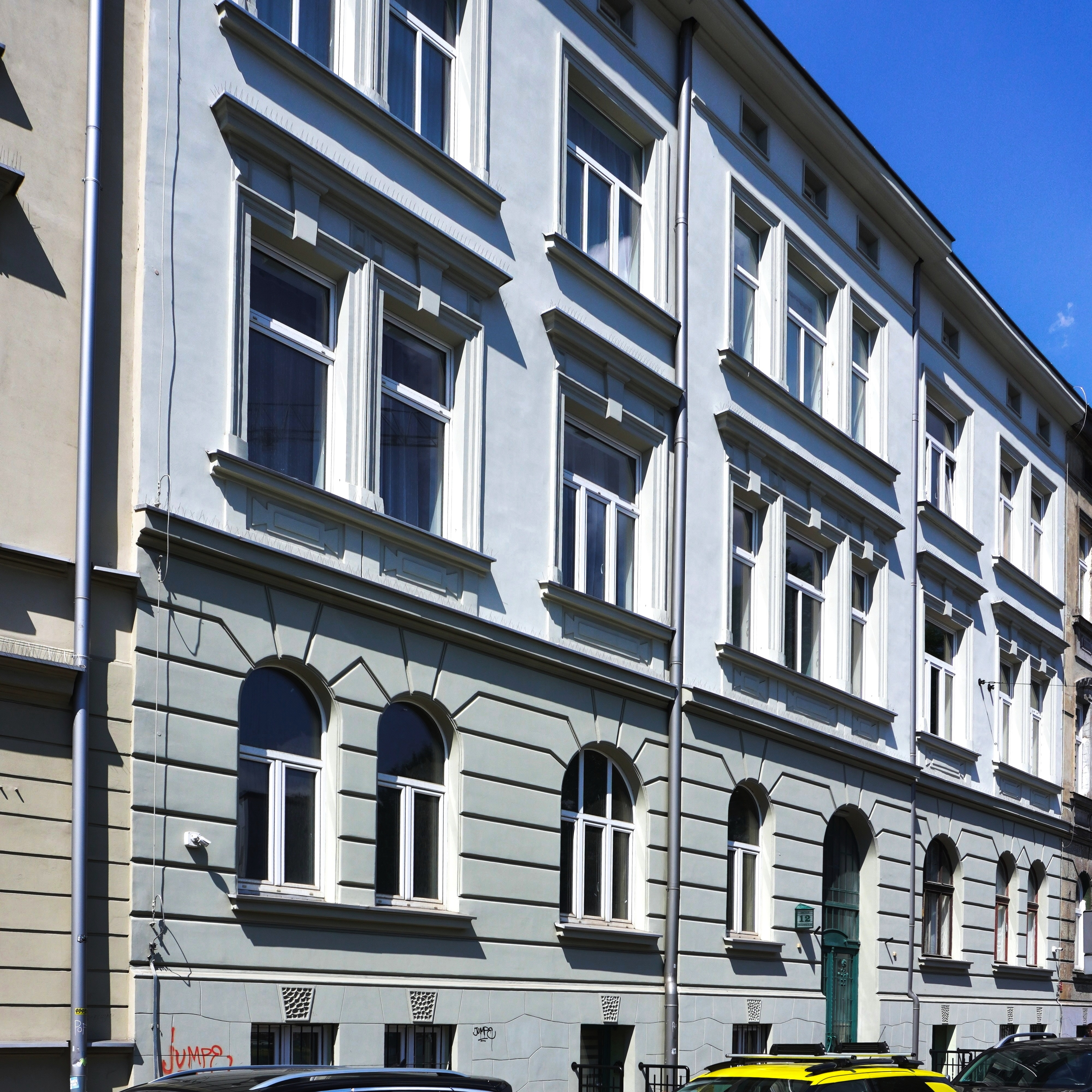
ul. Zacisze 12 Kamienica (proj. Jan Orłowski, 1908–1909)